# سفيان الكرواني
سفيان الكرواني (مواليد 19 أكتوبر 2000) هو لاعب كرة قدم مغربي يلعب في مركز الظهير الأيسر في نادي إن إي سي نيميخن.